# Monuments nationaux de Sokolac
Cet article recense les monuments nationaux situés sur le territoire de la municipalité de Sokolac en Bosnie-Herzégovine et dans la république serbe de Bosnie. La liste établie par la Commission pour la protection des monuments nationaux compte 3 monuments nationaux inscrits sur la liste principale et 1 monument inscrit sur une liste provisoire.

## Monuments nationaux
| Monument                                      | Localité        | Géolocalisation | Datation               | Commentaire éventuel                                                          | Photo |
| --------------------------------------------- | --------------- | --------------- | ---------------------- | ----------------------------------------------------------------------------- | ----- |
| Nécropole de Crkvina                          | Bjelosavljevići |                 | Moyen Âge              | Avec 360 stećci et les vestiges des fondations d'une église                   |       |
| Nécropoles de Luburića polje                  | Košutica        |                 | Préhistoire, Moyen Âge | Avec des tumuli préhistoriques et deux nécropoles abritant en tout 134 stećci |       |
| Mosquée du Sultan Sélim II (Selimija džamija) | Knežina         |                 | XVIe siècle            | Site et vestiges ; Sélim II                                                   |       |